# Вало (граф Шалона)
Вало де Вержи (фр. Walo, ум. ок. 924) — граф Шалона с 918 из Первого дома де Вержи, сын Манасии I и Ирменгарды, дочери Бозона, короля Нижней Бургундии

## Биография
Вало был старшим сыном графа Шалона Манасии I, после смерти которого владения были разделены. Вало унаследовал собственно Шалон. О его правлении практически ничего неизвестно. Детей Вало не оставил, после его смерти графство Шалон перешло к его младшему брату Жильберу.